# Микола Пій Сапіга
Микола Пій Сапіга Побожний (лит. Mykalojus Pius Sapiega, пол. Mikołaj Pius Sapieha ; 1581 — 14 березня 1644).

## Життєпис
Син Миколая Сопіги та його другої дружини Ганни Вишневецької. Брат Казимира. Батько Казимира Мельхіадеса і Яна Фердинанда.
Вчився разом із братом у колегіумі єзуїтів у Брунсбергу, в університетах Відня, Триру, Майнцу, Мадрида, Парижа. Побували в 1612 в Рим і в 1613 на Мальті. З жовтня 1613 в Кодені.

### Служба
Представник коденської лінії литовського магнатського роду Сапегів герба «Лис». Другий син полоцького воєводи Миколи Сапеги (1545–1599) від шлюбу з княжною Анною Андріївною Вишневецькою (пом. бл. 1595).
У юності Микола разом з братом Христофром багато подорожував країнами Західної Європи, навчався в єзуїтському колегіумі у Бранево (Браунсберг), потім в університетах Відня, Тріру, Майнцу (1608), Парижу (1609—1610) і Мадриду (1611). Також брати відвідали Рим (1612) і острів Мальту (1613). У жовтні 1613 року Микола і Христофор Сапеги повернулися на батьківщину.
Повернувшись з-за кордону додому, Микола Сапіга спробував почати політичну кар'єру, яка, незважаючи на підтримку впливового родича, канцлера великого литовського Льва Івановича Сапєги, спочатку не склалася. В 1621 року він був обраний послом у сейм, в 1622 став депутатом Трибуналу Великого князівства Литовського.
В 1625–1627 роках Микола Сапега знову перебував за кордоном, в основному, в Італії. В 1627 після повернення додому отримав посаду хорунжого великого литовського.
В 1632 Микола Сапега був присутній на похоронах польського короля Сигізмунда III Вази. В 1634 на посаді маршалка Литовського Трибуналу зустрічав короля Владислава і королевича Яна Казимира, які поверталися з смоленської кампанії. В 1637 і 1638 роках двічі обирався послом у сейми.
У липні 1638 Микола Сапега отримав посаду мінського воєводи, а в листопаді того ж року став воєводою берестейським. В 1642 король польський Владислав Ваза, щоб зміцнити позиції Сапег в Литві, призначив його каштеляном віленським.

## Релігійні погляди
В 1629 році розпочав будівництво в родовому маєтку Кодені. Наступного року поїхав у Рим на аудієнцію до Папи. Помолився в папській каплиці перед образом Грегоріанської Богородиці, відомої також як Мати Божа Гваделупська, і одужав від хвороби яка його мучила. Хотів вивезти образ, але ніхто з кардиналів навіть не хотів те слухати, оскільки він був у великий пошані. В 1630 році викрав образ і вивіз його окружними дорогами через Загреб і Львів у Кодень. 8 вересня 1631 року образ був повіщений в коденському замку. Папа Урбан VIII відлучив Миколая від церкви. Через три роки Миколай Сопіга рішучо виступив на Сеймі проти шлюбу короля Владислава з протестантською князівною Єлізаветою Нойбурзькою. Згідно з іншою версією мав сприяти поширенню унію. Після цього нунцій Вісконті мав написати до Папи лист про вчинок магната з проханням вернути його у лоно церкви і дозволити затримати образ Богородиці Коденської. Папа погодився за умовою що він здійснить піше поломництво у Рим. Там він був обдарований 100 костельними реліквіями. Луцький біскуп отримав доручення розмістити образ Богородиці Коденської в новозбудованому костелі св. Ганни. Храм був освячений 8 січня 1636 року. Сюди ж були перенесені тіла предків Миколая.

## Господарська діяльність
Власник Коденя, Вишниців, Заозір'я, Мстижу.